# Edgardo Fariña
Edgardo Isaac Fariña Wynter (* 19. Oktober 2001 in Panama-Stadt) ist ein panamaischer Fußballspieler.

## Karriere

### Verein
Fariña begann seine Karriere beim CD Plaza Amador. Im Sommer 2020 wechselte er zur SD Atlético Nacional. Im Sommer 2021 wechselte er zu Erstligist CAI de La Chorrera. Im August 2021 gab er sein Debüt in der Liga Panameña de Fútbol. Bis zum Ende der Saison 2021 kam er zu vier Einsätzen im panamaischen Oberhaus. In der Saison 2022 absolvierte er weitere drei Spiele, ehe er im Juli 2022 an den Ligakonkurrenten CD Universitario verliehen wurde. Für Universitario absolvierte er während der Leihe 26 Spiele.
Im Juli 2023 wurde Fariña nach Guatemala an den CSD Municipal weiterverliehen. In der Saison 2023/24 kam er zu 27 Einsätzen in der Liga Nacional de Guatemala, mit Municipal wurde er 2024 Meister der Clausura. Nach dem Ende der Leihe kehrte er nicht mehr nach Panama zurück, sondern wechselte im Juli 2024 nach Russland zum Erstligisten FK Chimki.

### Nationalmannschaft
Fariña debütierte im März 2023 in einem Testspiel gegen Guatemala für die panamaische Nationalmannschaft. Mit dieser nahm er an der Copa América 2024 teil, bei der der Innenverteidiger in allen vier Partien seines Landes in der Startelf stand. Panama schied im Viertelfinale aus.